# Unur
Unur (en rus: Унур) és un poble (un khútor) de la República de Marí El, a Rússia, que en el cens del 2010 tenia un habitant. Pertany al districte rural de Voljsk.